# Pavla Rybová
Pavla Rybová (geb. Hamáčková; * 20. Mai 1978 in Chomutov) ist eine tschechische Stabhochspringerin, die 1999 Hallenweltmeisterin wurde und bei den Leichtathletik-Weltmeisterschaften 2005 die Bronzemedaille errang.

## Leben
Sie begann im Alter von 16 Jahren mit der Leichtathletik und versuchte sich zunächst im Hürdenlauf und im Siebenkampf, bevor sie eher durch Zufall zum Stabhochsprung kam. Nach sechs Monaten stellten sich erste Erfolge ein. Ihr Trainer Boleslav Patera meinte, parallelen zu der ehemaligen tschechischen Stabhochspringerin Daniela Bártová erkannt zu haben.
Mit 18 Jahren wechselte sie zu ihrem heutigen Club Dukla Prag und begann auch in Prag zu studieren.
Pavla Rybová ist 1,70 m groß und wiegt 66 kg. Sie startet für den Verein Dukla Prag. Seit dem Herbst 2006 ist sie mit dem ehemaligen Zehnkämpfer Jiří Ryba verheiratet.

## Erfolge
- 1999: 7. Platz Hallenweltmeisterschaften (Stabhochsprung: 4,35 m), 6. Platz Weltmeisterschaften (Stabhochsprung: 4,40 m)
- 2000: Teilnahme Olympische Spiele (Stabhochsprung: 4,00 m – in der Qualifikation ausgeschieden)
- 2001: Hallenweltmeisterin (Stabhochsprung: 4,56 m), 8. Platz Weltmeisterschaften (Stabhochsprung: 4,45 m)
- 2002: 6. Platz Halleneuropameisterschaften (Stabhochsprung: 4,35 m)
- 2004: 11. Platz Olympische Spiele (Stabhochsprung: 4,40 m)
- 2005: 6. Platz Halleneuropameisterschaften (Stabhochsprung: 4,55 m), 3. Platz Weltmeisterschaften (Stabhochsprung: 4,50 m)
- 2006: Teilnahme Hallenweltmeisterschaften (Stabhochsprung: 4,25 m – in der Qualifikation ausgeschieden)

## Persönliche Bestleistungen
- Stabhochsprung: 4,60 m, 21. Juni 2003, Velenje
- Stabhochsprung (Halle): 4,64 m, 14. Februar 2007, Bydgoszcz

## Leistungsentwicklung
| Jahr | Stabhochsprung (in m) |
| ---- | --------------------- |
| 1998 | 4,15                  |
| 1999 | 4,40                  |
| 2000 | 4,45                  |
| 2001 | 4,47                  |
| 2002 | 4,30 (Halle)          |
| 2003 | 4,60                  |
| 2004 | 4,45                  |
| 2005 | 4,51                  |
| 2006 | 4,50                  |
| 2007 | 4,64 (Halle)          |